# فيليب ميرهايغي
فيليب ميرهايغي مواليد 5 مارس 1971 في غنت، هو دراج بلجيكي سابق. سبق أن شارك في دورة الألعاب الأولمبية الصيفية وفاز بميدالية أولمبية.

## الميداليات
| الميدالية | المسابقة                       |
| --------- | ------------------------------ |
| فضية      | الألعاب الأولمبية الصيفية 2000 |

## وصلات خارجية
- الموقع الرسمي

## روابط خارجية
- فيليب ميرهايغي على موقع الاتحاد الدولي للدراجات (الإنجليزية)
- فيليب ميرهايغي على موقع أرشيف الدراجات (الإنجليزية)
- فيليب ميرهايغي على موقع إحصائيات الدراجات الإحترافية (الإنجليزية)
- فيليب ميرهايغي على موقع نسبة الدراجات (الإنجليزية)
- فيليب ميرهايغي على موقع CycleBase (الإنجليزية)
- فيليب ميرهايغي على موقع أوليمبيديا (الإنجليزية)